# Рорі Блок
Аврора «Рорі» Блок (англ. Aurora "Rory" Block, 6 листопада 1949, Принстон, Нью-Джерсі, США) — американська блюзова співачка і гітаристка; представниця акустичного кантрі-блюзу. Володарка 5-ти нагород Blues Music Awards.

## Біографія
Аврора Блок народилася 6 листопада 1949 у Принстоні, ш. Нью-Джерсі в родині чеського походження; виросла у Мангеттені, Нью-Йорк. У 1960-х роках її батько володів взуттєвою крамницею у Гринвіч-Віллиджі, де іноді виступали такі музиканти як Пітер Роуен, Джефф Мулдаур, Джон Себастьян та інші. На гітарі почала грати у 10 років, а в юнацькі роки щонеділі брала участь у джем-сейшнах у Вашингтон-Сквер-парку в Нью-Йорку. Саме у цей період Блок познайомилась з музикою найперших найвпливовіших музикантів дельта-блюзу 20 століття. Вона часто бувала у Бронксі, де вона брала свої перші уроки блюзової та госпел музики у Реверенда Гері Девіса.
Коли Блок навчалася у середній школі, її батьки розійшлися. У 15 років вона з гітарою та декількома друзями вирушила у подорож до Каліфорнії, де зупинялася у багатьох невеликих містах. Завдяки цьому її репертуар збагатився багатьма кантрі-блюзовими піснями, а сама знайшла свій пальцевий стиль гри на гітарі та слайд-гітарі. У середині 60-х років Блок записала навчальну платівку під назвою «Як грати блюз на гітарі» (під псевдонімом Саншайн Кейт), але потім на ціле десятиліття залишила музику, аби присвятити час сім'ї. У середині і наприкінці 70-х років, вона випустила декілька платівок. Пізніше була укладена рекордна угода з бостонським лейблом Rounder, на якому Блок випустила альбом High Heeled Blues в 1981 році.
У 1996 році Блок отримала нагороду W.C. Handy Awards, спочатку за «найкращий традиційний альбом» (When a Woman Gets the Blues), а у 1997 і 1998 роках як «найкраща артистка традиційного блюзу». У 1997 році обрана до Зали слави CAMA, а у 1999 році отримала іншу нагороду W.C. Handy Award за «найкращий акустичний блюзовий альбом» (Confessions of a Blues Singer).
Впродовж 90-х років і початку 21 століття, Блок продовжувала гастролювати після того, як зросла її популярність в Європі та Скандинавії. Її часто супроводжував син, Джордан Блок Вальдін, співак і мультиінструменталіст, який також брав участь у записах її альбомів. Він залишив гурт у 2002 році після виходу альбому I'm Every Woman, щоб продовжити кар'єру дизайнера екобудівель та енергетичних систем. У 2003 році після довготривалої співпраці з Rounder Records, Block підписала нову угоду з лейблом Telarc, на якому видала альбоми Last Fair Deal (2003) і From the Dust (2005).
Останні роки працює над проєктом під назвою «The Mentor Series» — колекцією триб'ют-альбомів, що складаються з кавер-версій пісень та присвячених блюзовим виконавцям, яких співачка знала особисто.
Першим альбомом з серії «The Mentor Series» став випущений канадським лейблом Stony Plain Records у 2008 році Blues Walkin' Like A Man: A Tribute to Son House. Потім у 2011 році був Shake 'Em on Down: A Tribute to Mississippi Fred McDowell, у 2012 році — I Belong to the Band: A Tribute to Rev. Gary Davis, у 2013 році — Avalon: A Tribute to Mississippi John Hurt та у 2014 році — Hard Luck Child: A Tribute to Skip James. У 2011 році Блок опублікувала свою автобіографію «When a Woman Gets the Blues», а у 2014 році оголосила про плани на спеціальний гастрольний тур у 2015 році під назвою «Spirit and the Blues», в якому вона має намір виступити разом з Straightway Ministries Choir of Utica, госпел-гуртом під керівництвом Елдера Стівена Джонсона, онука Роберта Джонсона.

## Дискографія
| - Old Time Banjo Project (Elektra, 1964) - How to Play Blues Guitar (Elektra, 1967) - Rory Block (RCA Victor, 1975) - Rory Block (I'm in Love) (Blue Goose, 1976) - Intoxication, So Bitter Sweet (Chrysalis, 1977) - You're the One (Chrysalis, 1979) - High Heeled Blues (Rounder, 1981) - Blue Horizon (Rounder, 1983) - Rhinestones & Steel Strings (Rounder, 1984) - I've Got A Rock In My Sock (Rounder, 1984) - House of Hearts (Rounder, 1987) - Color Me Wild (Alcazar, 1990) - Mama Blues (Rounder, 1991) - Ain't I A Woman (Rounder, 1992) - Angel of Mercy (Rounder, 1994) - Women in (E)motion (Tradition & Moderne, 1994) - When a Woman Gets The Blues (Rounder, 1995) - Turning Point (Munich, 1995) - Tornado (Rounder, 1996) | - Gone Woman Blues (Rounder, 1997) - The Early Tapes 1975–1976 (Alcazar, 1997) - Confessions of a Blues Singer (Rounder, 1998) - I'm Every Woman (Rounder, 2002) - Last Fair Deal (Telarc, 2003) - Sisters and Brothers (Telarc, 2004) - From The Dust (Telarc, 2005) - The Lady and Mr Johnson (Rykodisc, 2006) - Blues Walkin' Like A Man: A Tribute to Son House (Stony Plain, 2008) - Country Blues Guitar — Rare Archival Recordings 1963–1971 (Guitar Workshop, 2008) - Shake Em On Down/A Tribute to Mississippi Fred McDowell (Stony Plain, 2011) - I Belong to the Band: A Tribute to Rev. Gary Davis (Stony Plain, 2012) - Avalon: A Tribute to Mississippi John Hurt (Stony Plain, 2013) - Hard Luck Child: A Tribute to Skip James (Stony Plain, 2014) - Keepin' Outta Trouble a Tribute to Bukka White (Stony Plain, 2016) - A Womans's Soul: a Tribute to Bessie Smith (Stony Plain, 2018) |

## Нагороди
- 2007 Blues Music Awards за альбом The Lady and Mr Johnson в категорії «акустичний альбом».
- 2014 Blues Music Awards (номінація) за альбом Avalon: A Tribute to Mississippi John Hurt в категорії «акустичний альбом».
- 2014 Blues Music Awards (номінація) в категорії «акустичний артист».
- 2015 Blues Music Awards (номінація) за альбом Hard Luck Child: A Tribute to Skip James в категорії «акустичний альбом».
- 2019 Blues Music Awards в категорії «Виконавець акустичного блюзу».